# Leggenda di Canuto e la marea

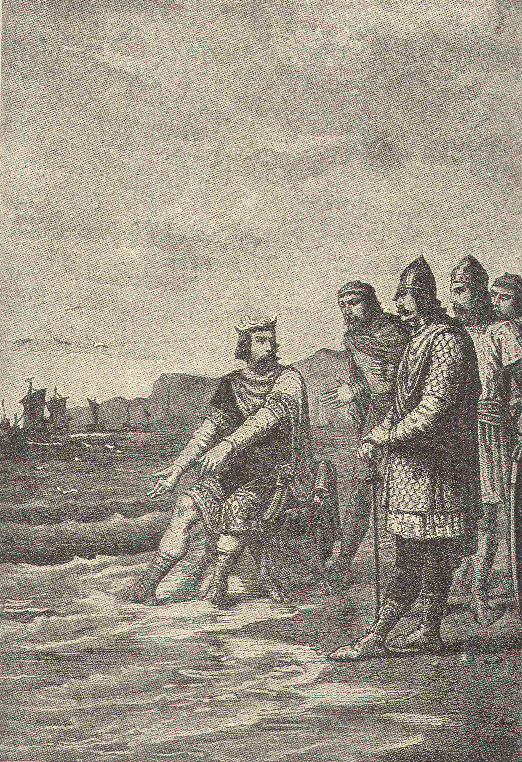
Canuto riprende i suoi cortigiani di Alphonse-Marie-Adolphe de Neuville

La leggenda di Canuto e la marea è un aneddoto apocrifo che illustra la pietà o l'umiltà del re Canuto il Grande, riportata nel XII secolo da Enrico di Huntingdon.
Secondo la leggenda, Canuto dimostrò ai cortigiani che lo lusingavano di non avere alcun controllo sugli elementi (la marea in arrivo), spiegando che il potere secolare è vano rispetto al potere supremo di Dio. L'episodio è spesso accennato in contesti in cui si sottolinea l'inutilità di cercare di fermare un evento inesorabile, ma di solito rappresentando Canuto come se credesse di avere poteri soprannaturali, quando la storia di Huntingdon narra in realtà al contrario.

## L'episodio
Enrico di Huntingdon racconta la storia come uno dei tre esempi del comportamento "aggraziato e magnifico" di Canuto (al di là del suo coraggio in guerra), gli altri due sono il suo accordo sul matrimonio della figlia con il futuro imperatore del Sacro Romano Impero, e la negoziazione di una riduzione dei pedaggi per le strade dal regno di Arles verso Roma durante l'incoronazione imperiale del 1027.
Nel racconto di Huntingdon, Canuto portò il suo trono sulla riva del mare; vi si sedette e  ordinò alla marea in arrivo di fermarsi e non bagnare i suoi piedi e le sue vesti. Eppure «continuando a salire come al solito [la marea] precipitava su piedi e gambe senza rispetto per la sua persona reale. Quindi il re fece un balzo all'indietro, dicendo: "Fai sapere a tutti gli uomini quanto è vuoto e senza valore il potere dei re, poiché non c'è nessuno degno di questo nome, ma colui che il cielo, la terra e il mare obbediscono alle leggi eterne"». Quindi appese la sua corona d'oro a un crocifisso e non la indossò mai più «in onore di Dio, il re onnipotente».
In seguito gli storici riportarono la storia, la maggior parte di loro adattandola con un Canuto più chiaramente consapevole che le maree non gli avrebbero obbedito e hanno messo in scena la scena per rimproverare l'adulazione dei suoi cortigiani. Ci sono anche precedenti parallelismi nelle storie celtiche di uomini che comandavano le maree, vale a dire Illtud di Glamorgan, Maelgwn re di Gwynedd e Tuirbe in Bretagna.

## Storicità
Il contemporaneo Encomium Emmae non ha menzionato l'episodio, cosa che lo ha fatto ritenere privo di storicità.
Malcolm Godden afferma che la storia è semplicemente "una leggenda del XII secolo ... e quegli storici del XII secolo inventavano sempre storie sui re dei tempi anglosassoni".
Il sito dell'episodio viene spesso identificato come l'isola Thorney (oggi nota come Westminster), dove Canuto istituì un palazzo reale durante il suo regno su Londra, anche se un cartello posto su Canute Road nel centro di Southampton recita: "Vicino a questo punto nel 1028 Canuto rimproverò i suoi cortigiani". Anche Bosham nel West Sussex afferma di essere il sito di questo episodio, così come Gainsborough nel Lincolnshire. Dato che Gainsborough è nell'entroterra, se la storia fosse vera, allora Canuto avrebbe tentato di ripristinare il mascheretto conosciuto come aegir. Probabilmente il sito più probabile per questo episodio è l'attuale castello di Leasowe all'estremità settentrionale del Wirral che al tempo faceva parte del Regno di Mercia.